# Simyra autumna
Simyra autumna là một loài bướm đêm trong họ Noctuidae.